# Славка Секутова
Славка Секутова е българска певица, изпълнителка на народни песни от Радомирския край (Шопска фолклорна област).

## Биография
Родена е на 6 юли 1927 година в София, но израсла в село Беренде, Пернишка област.
Славка Секутова записва първите си песни в БНР през 1948 г. През 1951 г. става солист в ансамбъл Филип Кутев. Записва стотици песни за фонда на Радио София, снима филми в Българската национална телевизия, издава няколко самостоятелни албума в „Балкантон“. Самостоятелно и със сборни фолклорни състави осъществява престижни турнета зад граница.
Участва в създадената от Мита Стойчева фолклорна група „Наша песен“ редом със звезди като Лалка Павлова, Ика Стоянова, Радка Кушлева, Борис Машалов и Борис Карлов – акордеон. С пътуващи концертни групи изнася хиляди концерти из цяла България.
Сред най-популярните ѝ песни са „Жалба пише жална България“, „Мари Радо, радомирке“, „Седнал Марко с майкя да вечера“, „Една Яна между девет брата“, „Пременил ми се Илия“, „Гиго мамин, Гиго“.
На 17 септември 2021 г. в нарочна церемония на Годишните фолклорни награди в село Дивотино ѝ e връчена статуетка за цялостен принос в българския фолклор.